# Liste der Bodendenkmale in der Samtgemeinde Nenndorf
In der Liste der Bodendenkmale in der Samtgemeinde Nenndorf sind die Bodendenkmale der niedersächsischen Samtgemeinde Nenndorf aufgeführt. Die Quelle ist der Denkmalatlas Niedersachsen. 

Samtgemeinde Nenndorf im Landkreis Schaumburg

Der Stand der Liste ist der 22. Januar 2025.

## Allgemein
In den Spalten finden sich folgende Informationen des Bodendenkmales:
| Lage         | geographische Koordinaten                                                           |
| Bezeichnung  | Bezeichnung lt. Denkmalatlas                                                        |
| Beschreibung | Beschreibung lt. Denkmalatlas                                                       |
| ID           | Objekt-ID                                                                           |
| Bild         | Bild, ggf. zusätzlich mit Link zu weiteren Fotos im Medienarchiv Wikimedia Commons. |

## Bad Nenndorf

### Bad Nenndorf
| Lage                        | Bezeichnung                    | Beschreibung | ID       | Bild           |
| --------------------------- | ------------------------------ | --- | -------- | -------------- |
| 52° 17′ 51″ N, 9° 24′ 23″ O | Bad Nenndorf 1, Heisterburg    | Große Wallburg des 10.–11. Jh. auf einem Bergkamm am nordwestlichen Ende des Deisters. Im Südwesten liegt das fast quadratische Kernwerk (Hauptburg) von ca. 116 × 105 m Größe. Im Nordwesten und Südosten sind die beiden früheren Zugänge als Zangentore ausgebildet. Beide Torbereiche wiesen eine Pflasterung auf. Die Hauptburg umfasst Innenraum von ca. 0,88 ha und wird von einem 2 m hohen und ca. 9,5 – 14 m breiten Wall mit vorgelagertem Graben von bis zu 2,3 m T. und 9,5 – 11 m Br. umgeben. Bei frühen Ausgrabungen Ende des 19. Jh. und in den beginnenden 1930er Jahren gelang der Nachweis einer gemörtelten Blendmauer von ca. 1,7 m Stärke, die den Wall nach außen hin befestigte. Der umgebende Graben war als Spitzgraben, teils als Sohlgraben ausgeprägt. Innerhalb der Hauptburg konnten mehrere Grundrisse kleiner rechteckiger eingetiefter Steinhäuser mit Eingang aufgedeckt werden. Zu den ergrabenen Befunden gehören auch noch weitere Mauerzüge, die zu weiteren Gebäuden zugehörig sind, und zwei als Zisternen bzw. Brunnen gedeutete Schächte sowie Befunde der Eisenverhüttung- und Schmiedetätigkeit. | 28922287 | Weitere Bilder |
| 52° 19′ 51″ N, 9° 23′ 56″ O | Bad Nenndorf 2, Landwehr       | Teilstück ID: 35829927 | 28968879 |                |
| 52° 19′ 51″ N, 9° 23′ 56″ O | Bad Nenndorf 2, Landwehr       | Teilstück ID: 28968879 | 28968879 |                |
| 52° 18′ 9″ N, 9° 24′ 30″ O  | Bad Nenndorf 3, Wall           | Einfacher Wall mit vorgelagertem Graben, in winkelförmigem Verlauf. Der Wall hat vermutlich als Wegesperre des wichtigen Deisterkammweges gedient. Ein Bezug zur benachbarten Heisterburg ist sehr wahrscheinlich. - Teilstück ID: 36035973 | 28968881 | BW             |
| 52° 18′ 23″ N, 9° 24′ 31″ O | Bad Nenndorf 4, Abschnittswall | Wall mit nördlich vorgelagerter Berme und Graben. L. in Gmkg. 35 m, Wallbr. ca. 9 m, H. bis 1,8 m. Bermenbr. bis 2,5 m, Grabenbr. bis 8 m; T. bis 2 m. Der Wall diente wohl als Wegesperre des Deisterkammweges. Mittelalterlich oder frühneuzeitlich. - Teilstück ID: 50770134 | 28968870 | BW             |
| 52° 18′ 14″ N, 9° 24′ 31″ O | Bad Nenndorf 5, Grabhügel      | Durchmesser ca. 8 m und Höhe ca. 0,6 m. Flach gewölbt. | 28967652 | BW             |
| 52° 19′ 15″ N, 9° 23′ 47″ O | Bad Nenndorf 13, Wölbacker     | Ausrichtung der Äcker WSW-ONO, Br. der Beete ca. 7 m und 3 m Furche, H. um 0,5 m. Die gut erhaltenen und deutlich sichtbaren mittelalterlichen Wölbäcker belegen auf eindrucksvolle Weise die frühere Nutzung des jetzt überwiegend von Spaziergängern aufgesuchten Waldgebietes. | 28961749 |                |

### Waltringhausen
| Lage                        | Bezeichnung                | Beschreibung | ID       | Bild |
| --------------------------- | -------------------------- | --- | -------- | ---- |
| 52° 20′ 0″ N, 9° 24′ 2″ O   | Waltringhausen 1, Landwehr | Teilstück der Bückethaler Landwehr. Abschnitt von ca. 60 m Länge mit bis zu 3 Wällen und 4 Gräben parallel nebeneinander laufend erhalten. Wallbreite bis ca. 7 m, Höhe bis ca. 0,6 m, Grabenbreite bis ca. 2,5 m, Tiefe bis ca. 0,3 m. Profil abgeflacht, teilweise verschliffenes und gestört. Die Bückethaler Landwehr bzw. der „Unterste Knick“ schloss im Südwesten an die „Schaumburger Landwehr“ an und reichte bis zum Niederungsgebiet des Büntegrabens. Sie verlief unmittelbar westlich bzw. nordwestlich der alten Kreisgrenze, die über weite Strecken, aber nicht vollständig mit der heutigen identisch ist. | 28968883 | BW   |
| 52° 19′ 58″ N, 9° 23′ 58″ O | Waltringhausen 1, Landwehr | Teilstück ID: 48580999 | 35829887 |      |

## Haste
| Lage                        | Bezeichnung         | Beschreibung | ID       | Bild |
| --------------------------- | ------------------- | --- | -------- | ---- |
| 52° 23′ 10″ N, 9° 22′ 25″ O | Haste 1, Viehgehege | Fünfeckige Anlage mit Wall und außen vorgelagertem Graben. Gr. L. 460 m, gr. Br. ca. 300 m. Im Inneren zwei querverlaufende Wälle mit südöstlich vorgelagerten Trockengräben. Wallbr. ca. 3 m, H. bis 0,7 m. Unregelmäßiges Profil, nach außen steil geböscht, nach innen flacher. Grabenbr. ca. 2 m, T. bis 0,5 m; gut erhalten. Aufgrund der Standortbedingungen als mittelalterliches oder neuzeitliches Viehgehege zur Waldhude zu deuten. | 28969005 | BW   |